# Sammons Point
Sammons Point est un village du comté de Kankakee dans l'Illinois, aux États-Unis,. Situé au sud du comté, il est incorporé le 21 mars 2006 puis à nouveau le  5 février 2008

## Démographie
Lors du recensement de 2010, le village comptait une population de 279 habitants. Elle est estimée, en 2016, à 273 habitants.

## Source de la traduction
- (en) Cet article est partiellement ou en totalité issu de l’article de Wikipédia en anglais intitulé « Sammons Point, Illinois » (voir la liste des auteurs).